# 南部作戦管区
南部作戦管区（なんぶさくせんかんく、ウクライナ語: Оперативне командування «Південь»）は、ウクライナ陸軍の作戦管区。1998年1月3日にオデッサ軍管区を再編成して発足した。オデーサ州オデーサに司令部を置き、ヴィーンヌィツャ州、キロヴォフラード州、ムィコラーイウ州、オデーサ州、ヘルソン州の防衛を担任する。

## 編制

南部作戦管区の担任地域

南部作戦管区の編制は以下のとおりとなる。
- 第5独立重機械化旅団（ドニプロペトロウシク州クルィヴィーイ・リーフ）
- 第19軍団
- 第14独立戦車旅団（オデーサ州）
- 第21独立機械化旅団
- 第22独立機械化旅団
- 第28独立機械化旅団（オデーサ州チェルノモルスコエ（英語版））
- 第41独立機械化旅団
- 第56独立自動車化歩兵旅団（ドネツィク州マリウポリ）
- 第57独立自動車化歩兵旅団（ヘルソン州ノヴァ・カホウカ）
- 第59独立自動車化歩兵旅団（ヴィーンヌィツャ州ハーイスィン）
- 第60独立機械化旅団
- 第61独立機械化旅団
- 第40独立砲兵旅団（ムィコラーイウ州ペルヴォマイスキー（英語版））
- 第38独立高射ミサイル連隊（ウクライナ語版）（オデーサ州チェルノモルスコエ）
- 第7独立通信連隊（ウクライナ語版）（オデーサ州オデーサ）
- 第16独立支援連隊（ウクライナ語版）（ザポリージャ州セメニウカ（ウクライナ語版））
- 第145独立修理連隊（ウクライナ語版）（ムィコラーイウ州ムィコラーイウ）
- 第131独立偵察大隊（ヴィーンヌィツャ州グシュチンツィ）
- 第143独立偵察大隊（ウクライナ語版）（ムィコラーイウ州）
- 第363独立防護支援大隊（オデーサ州オデーサ）
- 第183独立支援大隊
- 第91指揮情報センター
- 電子情報地域センター
- 第120独立領土防衛旅団（ヴィーンヌィツャ州）
- 第121独立領土防衛旅団（キロヴォフラード州）
- 第122独立領土防衛旅団（オデーサ州）
- 第123独立領土防衛旅団（ムィコラーイウ州）
- 第124独立領土防衛旅団（ヘルソン州）
- 第126独立領土防衛旅団（オデーサ）

## 歴代司令官
| 代                   | 氏名                           | 階級                 | 在任期間                       |
| オデッサ軍管区司令官 | オデッサ軍管区司令官           | オデッサ軍管区司令官 | オデッサ軍管区司令官           |
| -------------------- | ------------------------------ | -------------------- | ------------------------------ |
| 1                    | ヴィタリー・ラデツキー         | 陸軍大将             | 1992年1月 - 1993年10月         |
| 2                    | ウォロディミル・シキチェンコ   | 陸軍大将             | 1993年12月 - 1998年2月         |
| 南部作戦管区司令官   |                                |                      |                                |
| 1                    | オレクサンドル・ザティナイコ   | 上級大将             | 1998年9月30日 - 2001年12月19日 |
| 2                    | ウォロディミル・モザロフスキー | 上級大将             | 2001年 - 2003年                |
| 3                    | フルィホーリイ・ペドチェンコ   | 上級大将             | 2003年 - 2005年                |
| 4                    | イヴァン・スヴィダ             | 上級大将             | 2005年 - 2007年                |
| 5                    | ペトロ・リトヴィン             | 中将                 | 2007年 - 2012年                |
| 6                    | イゴール・フェドロフ           | 少将                 | 2012年                         |
| 7                    | アナトリー・シロテンコ         | 中将                 | 2012年 - 2016年                |
| 8                    | アンドリー・グリシェンコ       | 少将                 | 2016年 - 2017年                |
| 9                    | オレフ・ビシュネウスキー       | 少将                 | 2017年 - 2019年                |
| 10                   | イーホル・パラグニク           | 少将                 | 2019年 - 2021年                |
| 11                   | アンドリー・コワルチュク       | 少将                 | 2021年 - 2024年4月             |
| 11                   | ゲンナジー・シャポバロウ       | 少将                 | 2024年4月 - 2025年2月          |
| 12                   | ミハイロ・ジトレンコ           | 准将                 | 2025年 -                       |